# 115885 Ganz
115885 Ganz este un asteroid din centura principală de asteroizi.

## Descriere
115885 Ganz este un asteroid din centura principală de asteroizi. A fost descoperit pe 6 noiembrie 2003 la Piszkesteto de Krisztián Sárneczky și Brigitta Sipőcz. Asteroidul prezintă o orbită caracterizată de o semiaxă mare de 2,35 ua, o excentricitate de 0,12 și o înclinație de 7,5° în raport cu ecliptica.